# 2. Violinkonzert (Penderecki)
Das 2. Violinkonzert „Metamorphosen“ ist ein Violinkonzert des polnischen Komponisten Krzysztof Penderecki.

## Überblick
Penderecki ließ sich von der Geigerin Anne-Sophie Mutter, mit der er 1988 bei der Luzerner Aufführung von Prokofievs 1. Violinkonzert zusammengearbeitet hatte, zu seinem 2. Violinkonzert inspirieren. Mit Unterbrechung arbeitete er von 1992 bis zum Frühjahr 1995 an dem neuen, ca. 38-minütigen Stück. Es sollte in Gestalt und Ausdruck deutlich heller werden als sein 1. Violinkonzert, das er zwei Jahrzehnte zuvor für Isaac Stern geschrieben hatte.
Am 24. Juni 1995 wurde es als Eröffnungskonzert des MDR Musiksommers im Leipziger Gewandhaus von Anne-Sophie Mutter (der es gewidmet ist) und dem MDR-Sinfonieorchester unter der Leitung des Dirigenten Mariss Jansons uraufgeführt. Es war ein Auftragswerk des Mitteldeutschen Rundfunks.

## Zur Musik
1. Allegro ma non troppo – Allegro vivace
2. Allegretto – Allegro vivo
3. Molto meno mosso – Andante
4. Vivace
5. Scherzando – Vivacissimo
6. Andante con moto – Tempo primo

## Diskographie
- Anne-Sophie Mutter, Violinistin, London Symphony Orchestra, Krzysztof Penderecki, Dirigent; DG, 1997 (= Best Instrumental Soloist(s) Performance (with orchestra), Grammy Awards 1999).
- Kim Chee-Yun, Violinistin, Nationales Symphonieorchester des Polnischen Rundfunks, Antoni Wit, Dirigent; Naxos, 2003.
- Ju-Young Baek, Violinistin, Royal Philharmonic Orchestra, Grzegorz Nowak, Dirigent; RPO, 2013.